# Motešice
Motešice (ungarisch Motesic) ist eine Gemeinde im Nordwesten der Slowakei mit 779 Einwohnern (Stand 31. Dezember 2024). Sie gehört zum Okres Trenčín, einem Kreis des übergeordneten Trenčiansky kraj.

## Geographie
Die Gemeinde liegt zwischen zwei Ästen des Gebirges Strážovské vrchy, am nördlichsten Zipfel des Hügellands Nitrianska pahorkatina, einem Unterteil des slowakischen Tieflands. Durch die Gemeinde fließt der Bach Machnáč, der zum Einzugsgebiet des Flusses Nitra gehört. Motešice ist 15 Kilometer von Bánovce nad Bebravou und 23 Kilometer von Trenčín entfernt. Durch den Ort verläuft die Landesstraße 519 (Bánovce nad Bebravou – Trenčianska Teplá).
Verwaltungstechnisch gliedert sich die Gemeinde in Gemeindeteile Dolné Motešice, Horné Motešice und Peťovka.

## Bevölkerung
| Jahr                | 1994 | 2004     | 2014    | 2024    |
| ------------------- | ---- | -------- | ------- | ------- |
| Anzahl der Personen | 1024 | 811      | 796     | 779     |
| Unterschied         |      | −20,80 % | −1,84 % | −2,13 % |

| Jahr                | 2023 | 2024    |
| ------------------- | ---- | ------- |
| Anzahl der Personen | 781  | 779     |
| Unterschied         |      | −0,25 % |

## Geschichte
Die heutige Gemeinde Motešice entstand 1960 durch Zusammenschluss von Dolné Motešice und Horné Motešice. 1990 kamen auch Peťovka und Petrova Lehota hinzu, der letztere Ort gliederte sich 1995 wieder aus.
Der Ort wurde zum ersten Mal 1208 als Motihe schriftlich erwähnt. Der ursprünglich einige Ort teilte sich im 16. Jahrhundert und erst 1960 wurde er wieder vereinigt.